# Соколовский сельсовет (Курганская область)
Соколо́вский сельсовет — упразднённое муниципальное образование со статусом сельского поселения в Каргапольском районе Курганской области Российской Федерации.
Административный центр — село Соколово.
Законом Курганской области от 3 апреля 2019 года N 26, включено в состав Долговского сельсовета.

## История
В соответствии с Законом Курганской области от 6 июля 2004 года № 419 сельсовет наделён статусом сельского поселения.

## Население
| 1989 | 2002 | 2010 | 2012 | 2013 | 2014 | 2015 |
| ---- | ---- | ---- | ---- | ---- | ---- | ---- |
| 650  | ↘598 | ↘403 | ↘387 | ↘383 | ↘372 | ↘363 |
| 2016 | 2017 | 2018 | 2019 |      |      |      |
| ↘349 | ↘339 | ↘324 | ↘312 |      |      |      |

## Состав сельского поселения
| № | Населённый пункт | Тип населённого пункта       | Население |
| - | ---------------- | ---------------------------- | --------- |
| 1 | Луговая          | деревня                      | ↘84       |
| 2 | Соколово         | село, административный центр | ↘175      |
| 3 | Чапаева          | деревня                      | ↘144      |